# 15603 Kimyoonji
15603 Kimyoonji eller 2000 GG108 är en asteroid i huvudbältet som upptäcktes den 7 april 2000 av LINEAR i Socorro County, New Mexico. Den är uppkallad efter Kim Yoonji.
Asteroiden har en diameter på ungefär 6 kilometer.